# Der schwarze Hengst
Der schwarze Hengst (Originaltitel: The Black Stallion) ist ein US-amerikanischer Spielfilm aus dem Jahr 1979 mit Kelly Reno in der Hauptrolle. Er basiert auf dem Jugendbuch Blitz, der schwarze Hengst des US-amerikanischen Autors Walter Farley.

## Handlung
Alec Ramsay, ein zwölfjähriger US-Amerikaner, und ein wilder schwarzer Araberhengst sind die einzigen Überlebenden eines Schiffbruchs. Sie stranden auf einer einsamen, kargen Insel irgendwo weit vor der portugiesischen Küste. Während ihres Überlebenskampfes auf dem unwirtlichen Eiland entsteht eine tiefe Freundschaft zwischen Mensch und Tier. Nach ihrer Rettung nimmt Alec den „Schwarzen“, wie er das Pferd nennt, mit in den damaligen New Yorker Vorort Flushing, wo er mit seiner Mutter wohnt. Alec lernt den ehemaligen Jockey  Henry Dailey kennen, der das Potential der beiden erkennt und sie zu trainieren beginnt. Höhepunkt des Films ist das Rennen zwischen dem „Schwarzen“ und den beiden schnellsten Rennpferden der USA.

## Hintergrund
Der Film basiert auf dem Roman Blitz, der schwarze Hengst von Walter Farley, wenn es auch einige Abweichungen in der Handlung gibt. So reist im Buch Alec allein mit dem Schiff von Indien nach New York, während er im Film mit seinem Vater unterwegs ist, der dann zu den Opfern des Schiffsuntergangs zählt. Im Großen und Ganzen versucht der Film jedoch, möglichst werkgetreu zu bleiben und  mit sehr stimmungsvollen Bildern die Zeit einzufangen, in der das Buch entstand und die Geschichte spielt (1940er Jahre).
Der fast 90-jährige Clarence Muse spielte seine letzte Rolle als Pferdebesitzer Snoe.

## Auszeichnungen (Auswahl)
Der Film wurde 1980 in den Kategorien Bester Schnitt sowie Bester Nebendarsteller (Mickey Rooney) für den Oscar nominiert und gewann den Sonderpreis für den Tonschnitt. 2002 wurde der Film ins National Film Registry aufgenommen.

## Fortsetzungen
Zwei Jahre nach dem Erscheinen des ersten Films entstand 1981 die Fortsetzung Der schwarze Hengst kehrt zurück. Die Regie übernahm Robert Dalva, der als Filmeditor an dem ersten Teil mitwirkte. In der Hauptrolle war erneut Kelly Reno zu sehen. Im Jahre 2003 entstand mit Der schwarze Hengst... wie alles begann eine Art Prequel. Zudem wurde von 1990 bis 1993 eine Fernsehserie mit dem Titel Black, der schwarze Blitz produziert.